# Campaea dulcinaria
Campaea dulcinaria är en fjärilsart som beskrevs av Franz Dannehl 1927. Campaea dulcinaria ingår i släktet Campaea och familjen mätare. Inga underarter finns listade i Catalogue of Life.